# Géraldine Jamin
Pour les articles homonymes, voir Jamin.
Géraldine Jamin est une skieuse nautique française née le 10 avril 1975. Elle est sacrée championne du monde par équipes en 1995, 1997 et 2005 (3e en 1999), vice-championne du monde de slalom en 2003 et championne d'Europe de slalom en 2000, 2005 et 2006 (2e en 1998, 1999 et 2002; 3e au combiné en 1998).
Elle est la fille de Sylvie Maurial et Jean-Michel Jamin.